# Custom
Il termine custom, di origine inglese, è un attributo con cui si indica un manufatto, un dispositivo, o un componente, progettato e realizzato su misura in base alle necessità dell'acquirente o della funzione specifica che è destinato ad assolvere.

## Terminologia
La parola è entrata a far parte del linguaggio comune in tutto il mondo, partendo dai significati originari propri della lingua anglo-americana, di seguito alcuni esempi:
| Termine angolassone | Significato                             |
| ------------------- | --------------------------------------- |
| Custom work         | Lavoro su misura                        |
| Custom made         | (agg.) Adatto alle esigenze individuali |
| Customized          | (agg.) Personalizzato                   |
| Custom Built        | (agg.) Fuoriserie                       |
| Custom Cut          | (agg.) Su misura                        |
| Custom Made         | (agg.) Fatto su misura                  |
| Custom Tailored     | (agg.) Fatto su misura                  |

## Custom motociclistico

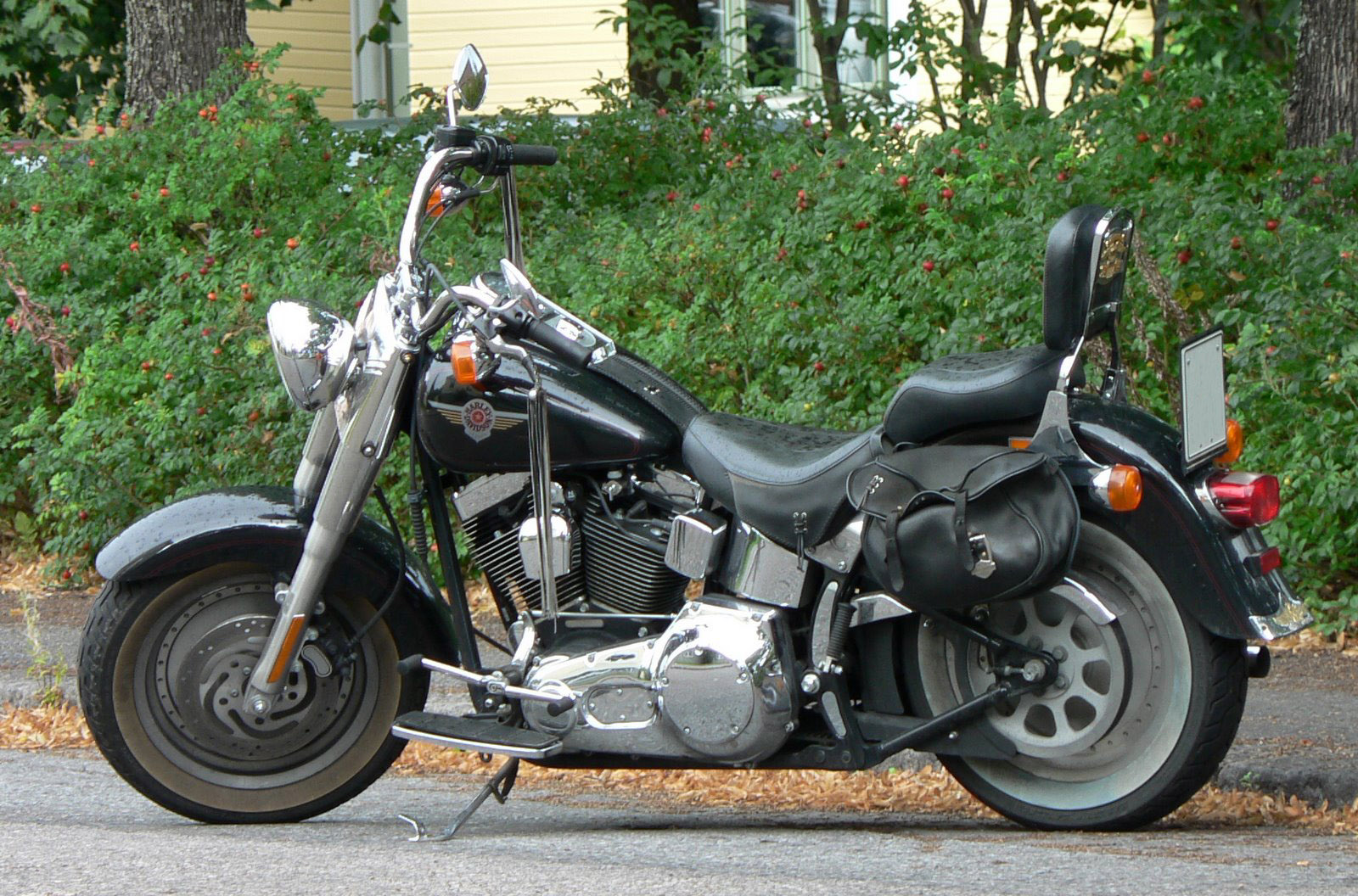
Una Harley-Davidson.

Le moto custom sono motociclette con modifiche stilistiche e/o strutturali rispetto alla serie di produzione principale.
Già negli Stati Uniti all’inizio del XX secolo, fin dai primi giorni del motociclismo, i motociclisti individuali hanno modificato l’aspetto delle loro moto. Le prime motociclette specificamente etichettate come “custom” sono apparse però solo alla fine degli anni '50, circa nello stesso periodo in cui il termine è stato applicato alle auto personalizzate.

## Custom nell'elettronica
In campo elettronico, viene definito "custom" un componente di un circuito (possono essere circuiti integrati, circuiti ibridi, anche semplici resistori), progettato dal costruttore stesso dell'apparecchiatura in cui è impiegato. Un'eventuale sua sostituzione è possibile soltanto con un identico dispositivo fornito dal costruttore stesso; solitamente non è possibile nemmeno conoscere in dettaglio il circuito interno. Questa tipologia di dispositivi si trova sia in prodotti a larghissima diffusione, come i televisori o gli Hi-FI, sia in prodotti meno diffusi, quali gli strumenti di misura di classe elevata.